# I'm with Her
I'm with Her és un trio de música tradicional estatunidenca format per: Sara Watkins (violí i guitarra), Sarah Jarosz (banjo, mandolina i guitarra) i Aoife O'Donovan (teclat i guitarra).

## Guardons
| Any  | Premi  | Cançó          | Categoria                                     | Ref   |
| ---- | ------ | -------------- | --------------------------------------------- | ----- |
| 2020 | Grammy | "Call My Name" | Millor peça musical tradicional estatunidenca | [ 2 ] |

## Discografia

### Singles
- 2015: "Crossing Muddy Waters" / "Be My Husband" (Sugar Hill)
- 2017: "Little Lies" (Rounder)
- 2017: "Send My Love (to Your New Lover) – [Live – Feat. Paul Kowert]" (Rounder)
- 2019: "Call My Name" (Rounder)

### Àlbums d'estudi
- 2018: See You Around